# Grégoire III d'Alexandrie
Grégoire III d'Alexandrie est un  patriarche melkite d'Alexandrie de vers 1354 ? à 1366, ?

## Contexte
Il semble avoir longtemps séjourné dans les Monastères du Mont-Athos